# Ludvík Němec (spisovatel)
Ludvík Němec (* 8. července 1957, Kyjov) je český spisovatel. V letech 1957–1959 žil v Kyjově, poté v letech 1959–1969 v Karviné a pak v Pohořelicích. V letech 1972–1975 studoval na gymnáziu v Mikulově.
Od roku 1973 publikoval v normalizačním tisku (Rudé právo, Tvorba, Rovnost, Nové slovo, Čs. voják aj.), roku 1978 vydal první knihu Nejhlasitější srdce ve městě.
V letech v letech 1992–1995 a 1998–2013 byl ředitelem brněnského studia Českého rozhlasu, ve kterém pracoval již od roku 1981.
Za sbírku povídek Láska na cizím hrobě byl nominován na cenu Magnesia Litera 2014.
Jeho syn Jan Němec je také spisovatel.

## Dílo
- Nejhlasitější srdce ve městě, 1978
- Hra na slepo, 1982 – román
- Průvodce povětřím a tmou, 1988
- Negativ, 1989 – román
- Já jsem ta tma, 1996 – sbírka povídek
- Láska na cizím hrobě, 2013 – sbírka delších povídek
- Odpustky pro příští noc, 2015
- Žena v závorce, 2018
- Cejchy Cejlu, 2020 – povídka v knize Krvavý Bronx
- Ještě jeden tanec, drahá, 2025